# 1997 SD25
1997 SD25 är en asteroid i huvudbältet som upptäcktes den 30 september 1997 av den japanska astronomen Nobuhiro Kawasato i Uenohara.
Asteroiden har en diameter på ungefär 8 kilometer och den tillhör asteroidgruppen Eos.